# Carsten Ubbelohde
Carsten Ubbelohde (* 5. Mai 1962 in Berlin) ist ein deutscher Zahnarzt und Politiker (AfD).

## Leben
Carsten Ubbelohde ist Sohn des früheren CDU-Bezirksbürgermeisters von Charlottenburg, Baldur Ubbelohde. Er studierte Zahnmedizin und ist als Zahnarzt in Berlin tätig. Bei der Wahl zum Abgeordnetenhaus von Berlin 2016 zog er als Abgeordneter in das Abgeordnetenhaus von Berlin ein. Bei der Abgeordnetenhauswahl 2021 schied er zunächst aus dem Berliner Landesparlament aus; bei der Wiederholungswahl 2023 konnte er seinen Sitz im Abgeordnetenhaus wiedererlangen. Er ist Beisitzer im Landesvorstand der Alternative für Deutschland Berlin und in der AfD-nahen Akademische Erasmus-Stiftung. Ubbelohde ist verheiratet und hat ein Kind.